# Oldsmobile Starfire
Oldsmobile Starfire ist die Bezeichnung mehrerer von Sommer 1953 bis Ende 1979 gebauten Modelle und Baureihen des ehemaligen US-amerikanischen Automobilmarke Oldsmobile, der seit 1908 zum General-Motors (GM)-Konzern gehörte. Der Name geht zurück auf das US-Jagdflugzeug Lockheed F-94.

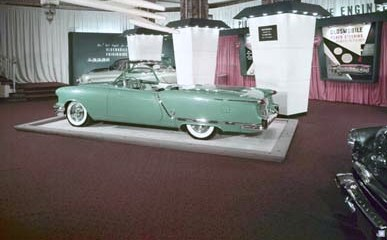
Oldsmobile Starfire (1953)

## Motorama-Show Car

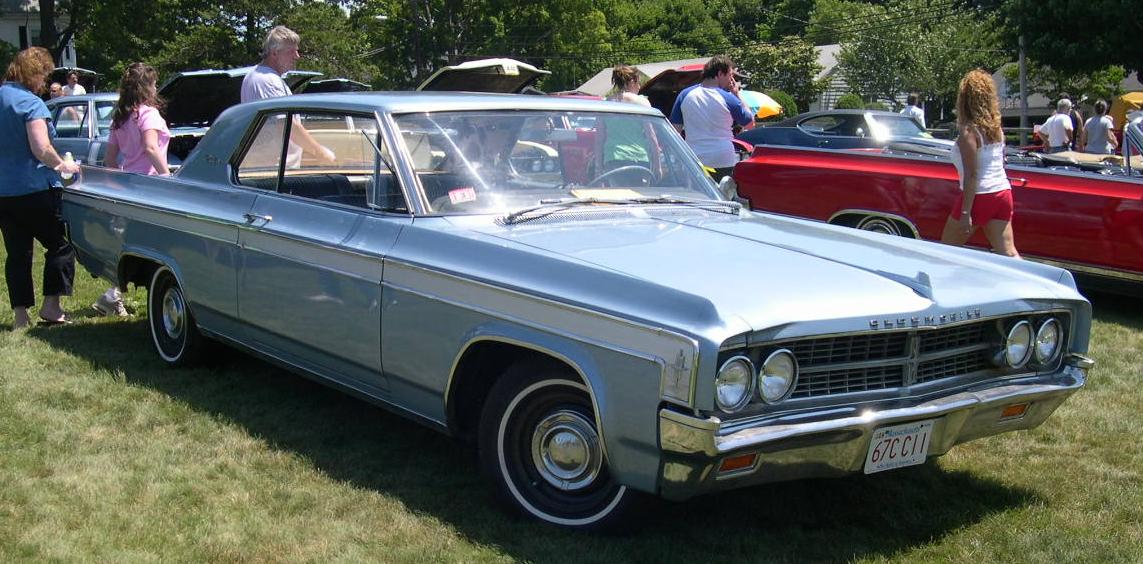
Oldsmobile Starfire Coupé (1963)

Oldsmobile verwendete die Bezeichnung Starfire zum ersten Mal für ein Show-Fahrzeug, das General-Motors auf der Motorama 1953 der Öffentlichkeit präsentierte. Das fünfsitzige Cabriolet hatte eine Fiberglas-Karosserie. Diese Technologie steckte im Karosseriebereich noch in den Kinderschuhen; es gab in den USA bis dato lediglich den in Kleinstserie gebauten Sportwagen Woodill Wildfire / Glasspar G2 (1951–1953). Die Produktion des bekanntesten Autos mit Kunststoff-Aufbau, des Sportwagen Chevrolet Corvette, lief erst im Sommer 1953 an.
Angetrieben wurde der Starfire von einem hauseigenen Rocket V8 Motor dessen Leistung von 170 HP (127,5 kW) auf 200 HP (150 kW) gesteigert worden war. Er blieb ein Einzelstück.
Allerdings brachte Oldsmobile Mitte 1953 mit dem Oldsmobile Fiesta ein in Kleinserie gebautes Luxus-Cabriolet heraus das, wenn auch mit konventioneller Stahlkarosserie, Elemente des Starfire wie dessen gerade in Mode kommende Panorama-Windschutzscheibe aufnahm.
Die Bezeichnung Starfire verwendete Oldsmobile zeitweilig als Zusatz für die Modellreihe Ninety-Eight und von 1961 bis 1966 für ein sportlich angehauchtes Coupé respektive Cabriolet auf der Basis des Oldsmobile 88.

## Coupé der unteren Mittelklasse
Der Name Starfire, einst verwendet für das teuerste Modell im Oldsmobile-Programm, lebte in den Modelljahren 1975 bis 1980 noch einmal auf, diesmal aber für das preiswerteste Modell. Das Coupe basierte auf der H-Plattform von GM, welche 1971 eingeführt worden war für den Chevrolet Vega (ab 1974 auch als Pontiac Astre) in der unteren Mittelklasse.
Im Nachgang zur Ölkrise von 1973 wurde rasch ein verbrauchsgünstiges Modell gesucht. GM weitete daher die H-Baureihe erheblich aus. So entstanden der Chevrolet Monza, Pontiac Sunbird, Buick Skyhawk und der Oldsmobile Starfire. Die GM-Karosserieabteilung Fisher Body Co. bereitete drei Varianten vor: ein 2 + 2 sitziges Fließheck-Coupé, ein ebensolches Coupé mit Stufenheck und einen 2-türigen Kombi.
H-Bodies haben Hinterradantrieb, vorn längs eingebaute Motoren und einen Radstand von 2464 mm (97,0"). Während die Räder vorne an konventionellen doppelten Dreieckslenkern aufgehängt sind, wird die starre Hinterachse an unteren Längs- und oberen Schräglenkern geführt. 1976 entfallen die Schräglenker, bei der „torque arm rear suspension“ stützt sich die Achse mit einem angeschraubten Träger vorn beim Getriebe ab, zur seitlichen Führung dient ein Panhardstab. Vorne und hinten wirken Schraubenfedern und Teleskopstoßdämpfer. Eine Weiterentwicklung davon gelangte später in die 3. und 4. Generation der F-Bodies (Chevrolet Camaro und Pontiac Firebird / Trans Am). Vorne war ein Kurvenstabilisator serienmäßig. Die Konstruktion sollte auch einen von GM geplanten Wankel-Motor aufnehmen können, der aber nie serienreif wurde.
Der Starfire hatte eine Länge von 4554 mm (179,3"), eine Breite von 1661 mm (65,4") und eine Höhe von 1275 mm (50,2"); die Länge kann bei den anderen H-Bodies um ein paar Millimeter abweichen.
Nach amerikanischer Lesart wurden diese für europäische Verhältnisse recht stattlichen Fahrzeuge als "subcompacts" eingestuft (wie Chevrolet Chevette oder Opel Kadett) weil sie geringfügig kleiner als compacts waren, also Autos wie GM's X-Bodies (Chevrolet Nova, Pontiac Ventura, Buick Apollo und Oldsmobile Omega). In der Werbung prägte Oldsmobile für den Starfire die Bezeichnung supercoupe...
GM verwendete für die H-Bodies und in einigen full size-Modellen rechteckige Doppelscheinwerfer, wie sie damals in Mode kamen.
Gefertigt wurden die H-Bodies im Werk Lordstown, Ohio und Sainte-Thérèse in Québec (Kanada). Sie standen ab Anfang 1975 bei den Händlern (der Pontiac Sunbird im Herbst 1975), wobei nicht alle Karosserievarianten von allen Marken angeboten wurden. Die Fahrzeuge der verschiedenen Marken sahen fast gleich aus, sie unterschieden sich in erster Linie in der Frontpartie.
Mit der seit 1986 gebauten H-Baureihe mit Frontantrieb ist die Version von 1971 bis 1979 nicht verwandt.
Die Modelle Vega und Astre wurden vorläufig parallel weitergebaut und liefen erst 1977 aus. Anders als diese waren die neuen H-Bodies außer mit R4- und V6-Zylinder-Motoren zeitweilig auch mit V8-Triebwerken erhältlich. Das Gewicht lag, je nach Ausführung, zwischen 1270 und 1360 kg. H-Bodies sind in der FIN gekennzeichnet durch den Buchstaben "H" an der 4. Stelle.
Das Marktsegment der unteren Mittelklasse war für Oldsmobile von geringerer Bedeutung als zum Beispiel für Chevrolet oder Pontiac. Entsprechend beschränkte sich das Engagement der Marke mehr oder weniger auf die bloße Präsenz. Dies drückte sich darin aus, dass lediglich das Fließheck-Coupé angeboten wurde und dass es nur zwei Ausstattungsvarianten gab. Der Anteil des Starfire an der Gesamtproduktion der Marke in diesem Zeitraum lag schließlich bei etwa 6 %.

### Modellgeschichte

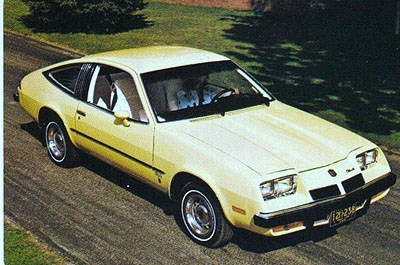
Oldsmobile Starfire (1975)

#### 1975
Der Starfire war im ersten Modelljahr ausschließlich mit einem von Buick entwickelten V6-Motor erhältlich. Das von einem V8 abgeleitete Triebwerk mit 90° Gabelwinkel (Werks-Code LD5; für Kalifornien LC6) hatte einen Hubraum von 3785 cm3 (231 in3) und leistete 110 hp (82 kW) bei 4000/min. Serienmäßig waren Doppelvergaser und ein manuelles Viergangschaltgetriebe. Fünfgangschongetriebe und Dreistufenautomatik GM „Turbo Hydramatic THM200“ gab es gegen Mehrpreis.
Angeboten wurden die Ausstattungsvarianten Sport (Basis) und Coupé S, dazu ab Frühjahr ein GT-Paket mit Zierstreifen, Sporträdern, Sport-Instrumentierung inklusive Drehzahlmesser, Fünfganggetriebe und hinterem Stabilisator. Das Coupé S war an einem schmalen Farbband an der Flanke erkennbar. Alle hatten serienmäßig Scheibenbremsen vorn und Trommelbremsen hinten. Ein Bremskraftverstärker war ebenfalls Standard, eine Servounterstützung für die Lenkung aber genauso aufpreispflichtig wie eine Lenkradhöhenverstellung.
Es standen je fünf Standard- respektive Metallic-Farbtöne zur Verfügung. Die Innenausstattung umfasste serienmäßig mit Kunstleder bezogene Hochlehner-Einzelsitze und eine Konsole vorn sowie eine umklappbare Rückbank. Eine verstellbare Rückenlehne für den Fahrersitz war aufpreispflichtig. Vier Farbtöne für die Innenausstattung standen zur Wahl; Lederbezüge in drei verschiedenen waren optional erhältlich.
Aus Platzgründen gab es nur ein Not-Reserverad das in einem Seitenfach des Gepäckabteils untergebracht war.
| Modelljahr | Modellbezeichnung | Modell-Nr. | Listenpreis ab | Produktion |
| ---------- | ----------------- | ---------- | -------------- | ---------- |
| 1975       | Starfire S        | D07        | $ 4.144        | 2.950      |
| 1975       | Starfire          | T07        | $ 3.873        | 28.131     |

Total 31.081 Starfire verließen im Modelljahr 1975 das Werk.

#### 1976
Für 1976 standen minimale Änderungen an. Nominal leistete der V6 noch 105 hp (78 kW). Das Fünfgang-Getriebe kam nun von Borg-Warner. Der fünfte Gang war dabei weiterhin als Overdrive ausgelegt und diente eher der Verbrauchssenkung als der Sportlichkeit. Das Modell SX ersetzte die Ausführung Coupé S. Es erhielt ein ähnliches Farbband mit der Modellbezeichnung. Der SX war etwas günstiger als der S des Vorjahres, hingegen wurden die Preise für die Basisversion leicht angehoben.
| Modelljahr | Modellbezeichnung | Modell-Nr. | Listenpreis ab | Produktion |
| ---------- | ----------------- | ---------- | -------------- | ---------- |
| 1976       | Starfire SX       | D37        | $ 4.062        | 20.854     |
| 1976       | Starfire          | T07        | $ 3.882        | 8.305      |

29'129 Fahrzeuge wurden gebaut.

#### 1977

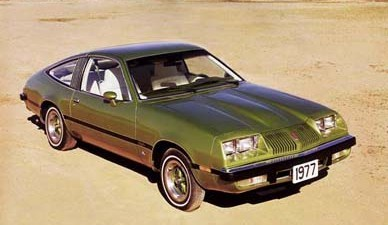
Oldsmobile Starfire SX (1977)

Der Starfire erhielt eine neue Frontmaske. Die beiden horizontalen Schlitze wichen senkrechten Stäben. Die Ausstattungsstufen Basis / SX / GT wurden beibehalten. Neu erhielt die Basis-Version den technisch interessanten, aus Vega und Astre bekannten OHC-Reihen-Vierzylindermotor mit 140 in3 (2294 cm3) und Doppelvergaser. Er leistete 84 PS (61,8 kW). Der Motorblock war aus Aluminium spritzgegossen, der Zylinderkopf aber aus Grauguss. Zur Vereinfachung trieb der Zahnriemen der Nockenwelle auch die Wasserpumpe an, die gleichzeitig als Riemenspanner diente. Die Ölpumpe sitzt auf der Kurbelwelle und ist so geformt, dass sie gleichzeitig als Frontabdeckung des Motors dient.
Der bisherige V6 war weiterhin gegen Mehrpreis lieferbar (Standard im GT-Paket). Die Preise wurden leicht angehoben.
| Modelljahr | Modellbezeichnung | Modell-Nr. | Listenpreis ab | Produktion |
| ---------- | ----------------- | ---------- | -------------- | ---------- |
| 1977       | Starfire SX       | D37        | $ 4.140        | 14.181     |
| 1977       | Starfire          | T07        | $ 3.942        | 4.910      |

Die Produktion brach ein auf nur noch 19'091 Stück.

#### 1978
Die Produktion des 2,3-Liter-Vierzylinderreihenmotors lief zum Ende des Modelljahres 1977 aus. Ersetzt wurde er durch einen etwas größeren, von Pontiac gebauten Vierzylinder (Code LS6; LS8). Das Triebwerk mit dem Spitznamen Iron Duke leistete 85 hp (63 kW). Optional gab es weiterhin den bekannten V6. Nachgeschoben wurde während des Modelljahres ein aufpreispflichtiger Fünfliter-V8 aus dem Chevrolet-Regal (305 in3, Code LG8) mit 145 PS (106 kW). Allerdings erwies sich die Kombination dieses drehmomentstarken Motors mit dem auf Gewicht optimierten THM200-Automatikgetriebe als pannenanfällig. Für den SX gab es neu ein sogenanntes „Firenza“-Paket. Außer ziemlich auffälligen optischen Akzenten wie einer farblich abgesetzten Flanke mit zusätzlichen Zierstreifen und Farbakzenten auf der Motorhaube umfasste es die straffere „Special Rally“ Aufhängung, Frontschürze, Spoiler, ausgestellte Radausschnitte, Sport-Räder und weitere Details.

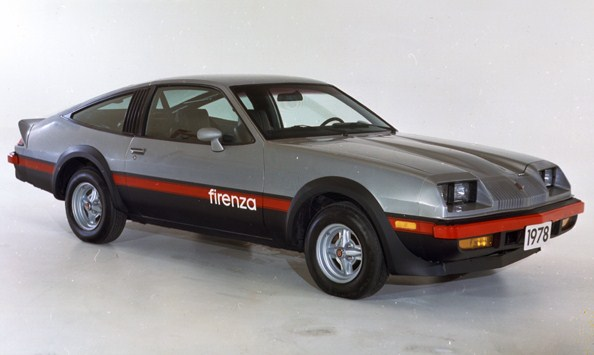
Oldsmobile Starfire Firenza (1978)

Somit konnte der Kunde wählen zwischen Basis-Ausführung, SX, SX Firenza GT und SX GT. Letzterer hatte anstelle des Vierzylinders den V6 als Standardmotorisierung.
Die Preise stiegen wiederum leicht an; das Basismodell kostete erstmals über $ 4000.
| Modelljahr | Modellbezeichnung | Modell-Nr. | Listenpreis ab | Produktion |
| ---------- | ----------------- | ---------- | -------------- | ---------- |
| 1978       | Starfire SX       | D37        | $ 4.306        | k. A.      |
| 1978       | Starfire          | T07        | $ 4.095        | k. A.      |

Mit 17'351 Fahrzeugen erreichte die Produktion den zweitniedrigsten Stand aller Baujahre.

#### 1979
Ein Facelift brachte die Motorhaube auf die gleiche Höhe wie die Kotflügel. Für die Front wurde das markentypische Thema zweier Zweiergruppen mit senkrechten Stäben weiterentwickelt. Neu waren auch einfache anstelle der doppelten Scheinwerfer. Insgesamt wirkte das neue Design harmonischer aber auch weniger charaktervoll. Der Vierzylinder war jetzt mit 85 oder 90 PS (63 oder 67 kW) lieferbar. Der V6 leistete 115 PS (84 kW), der V8 aber nur noch 130 PS (95 kW). Ob dies eine Folge der strengeren Abgasvorschriften oder die Reaktion auf die Automatikprobleme in Verbindung mit dem V8 war, ist unklar. Teilweise scheinen auch stärkere THM250-C eingebaut worden zu sein.
Die Ausstattungsstufen blieben unverändert. Anders als in den ersten Modelljahren verkaufte sich nun die Basisausführung deutlich besser als SX und Derivate. Oldsmobile verzichtete darauf, eine für die H-Bodies entwickelte Version des V6 mit 3,2 Litern Hubraum auch für den Starfire anzubieten, weil sie praktisch die gleiche Leistung bot wie der "Iron Duke".
| Modelljahr | Modellbezeichnung | Modell-Nr. | Listenpreis ab | Produktion |
| ---------- | ----------------- | ---------- | -------------- | ---------- |
| 1979       | Starfire SX       | D37        | $ 4.475        | 7.155      |
| 1979       | Starfire          | T07        | $ 4.275        | 13.144     |

Immerhin erholte sich die Produktion etwas: 20'299 Fahrzeuge verließen das Werk.

#### 1980
Nach dem Facelift des Vorjahres erfuhr der Starfire wenig optische Änderungen. Der V8-Motor entfiel in der ganzen H-Baureihe ebenso wie das Fünfganggetriebe. Die Leistung des Vierzylinders sank auf 86 PS (63 kW). Unklar ist, ob die 90-PS-Version im Programm blieb. Oldsmobile verzichtete auch darauf, die neueste Version des V6 mit 4,1 Litern Hubraum und 125 PS (93 kW) bei 4000/min als Ersatz für den V8 im Starfire anzubieten. Der 3,8-Liter-V6-Motor leistete noch 110 PS (81 kW).
| Modelljahr | Modellbezeichnung | Modell-Nr. | Listenpreis ab | Produktion |
| ---------- | ----------------- | ---------- | -------------- | ---------- |
| 1980       | Starfire SX       | D37        | $ 4.950        | k. A.      |
| 1980       | Starfire          | T07        | $ 4.750        | k. A.      |

Wenig Modellpflege und weniger Leistung bei markant höheren Preisen sind schlechte Voraussetzungen für hohe Absatzzahlen. Als die Produktion des Starfire am 29. Dezember 1979 endete, waren nur noch 8237 Exemplare vom Band gelaufen.

## Das Ende
Um sich einen höheren Produktionsanteil an den neuen, zukunftsträchtigeren X-Bodies mit Frontantrieb und Quermotor zu sichern (Chevrolet Citation, Pontiac Phoenix, Buick Skylark und Oldsmobile Omega) trat Oldsmobile seinen Anteil für 1981 am H-Programm an Chevrolet und Pontiac ab. Das führte dazu, dass für das Modelljahr 1981 eine Lücke in diesem (für Oldsmobile aber nicht entscheidenden) Marktsegment entstand. Sie konnte erst ab Frühjahr 1981 (Modelljahr 1982) mit der neuen J-Plattform mit Frontantrieb geschlossen werden. Deren meistverkauftes Modell war der Chevrolet Cavalier, die Oldsmobile-Variante hieß Firenza.
Von Anfang 1975 bis Ende 1979 produzierte Oldsmobile insgesamt 125.188 Starfire – etwas mehr als die Hälfte der Erstjahresproduktion des Schwestermodells Monza von Chevrolet (ohne Vega).